# Wendlingen am Neckar
Wendlingen là một thị xã ở the huyện Esslingen trong bang Baden-Württemberg ở phía nam nước Đức. Đô thị Wendlingen am Neckar có diện tích 12,15 km². Đô thị này nằm bên sông Neckar và Lauter, 27 km về phía đông nam của Stuttgart.

## Kết nghĩa
- - Dorog, Hungary
- - Saint-Leu-la-Forêt, Pháp
- - Millstatt, Áo